# Architettura romanica provenzale

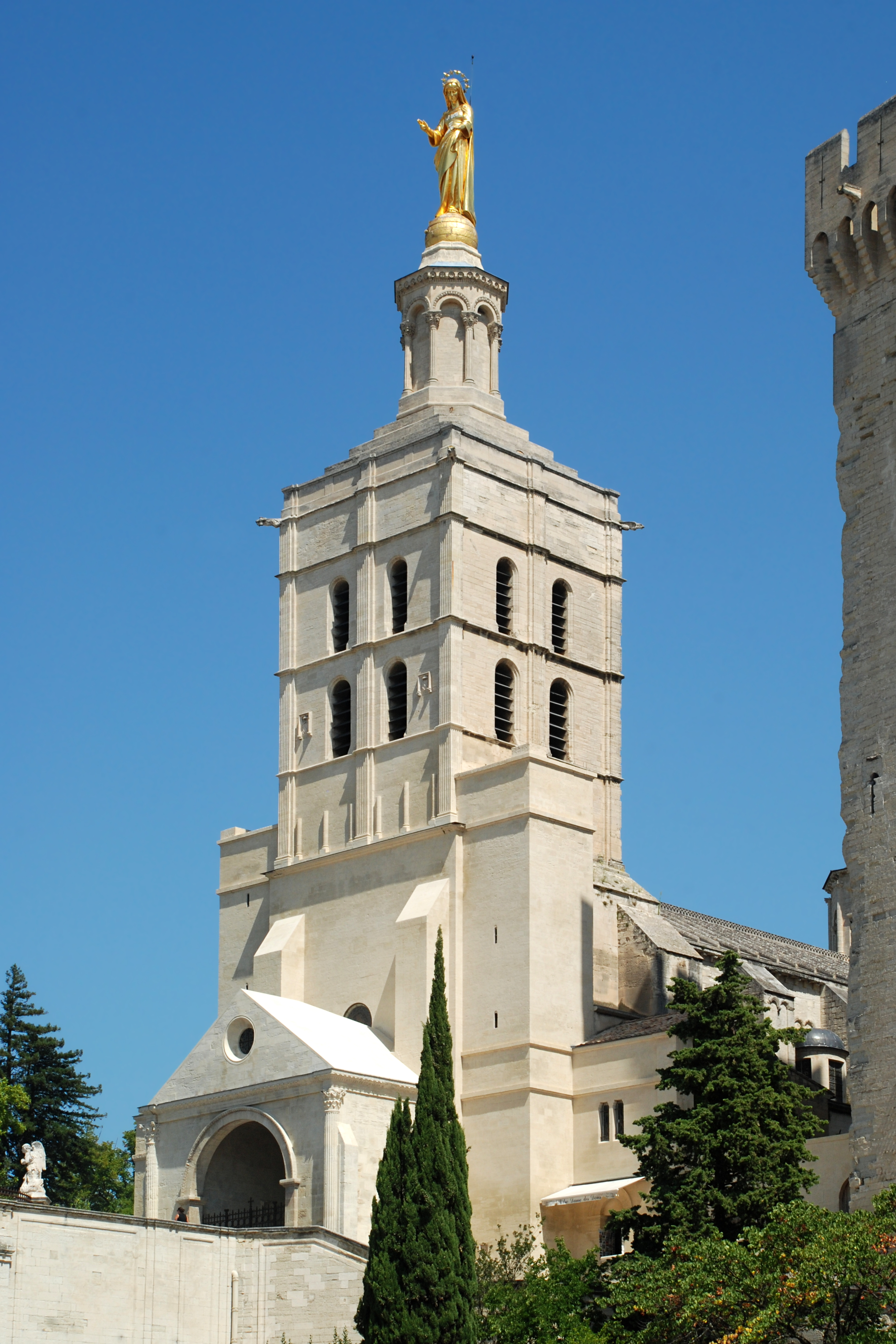
Cattedrale di Notre-Dame des Doms d'Avignon.

L'architettura romanica provenzale ha la particolarità di essere fortemente influenzata dall'antichità romana, condizionata dalle numerose vestigia romane presenti in Provenza. Per contro, l'influenza dello stile romanico lombardo vi è molto limitata, a differenza della vicina arte romanica della Linguadoca.

## Architettura romanica provenzale ispirata dall'antica

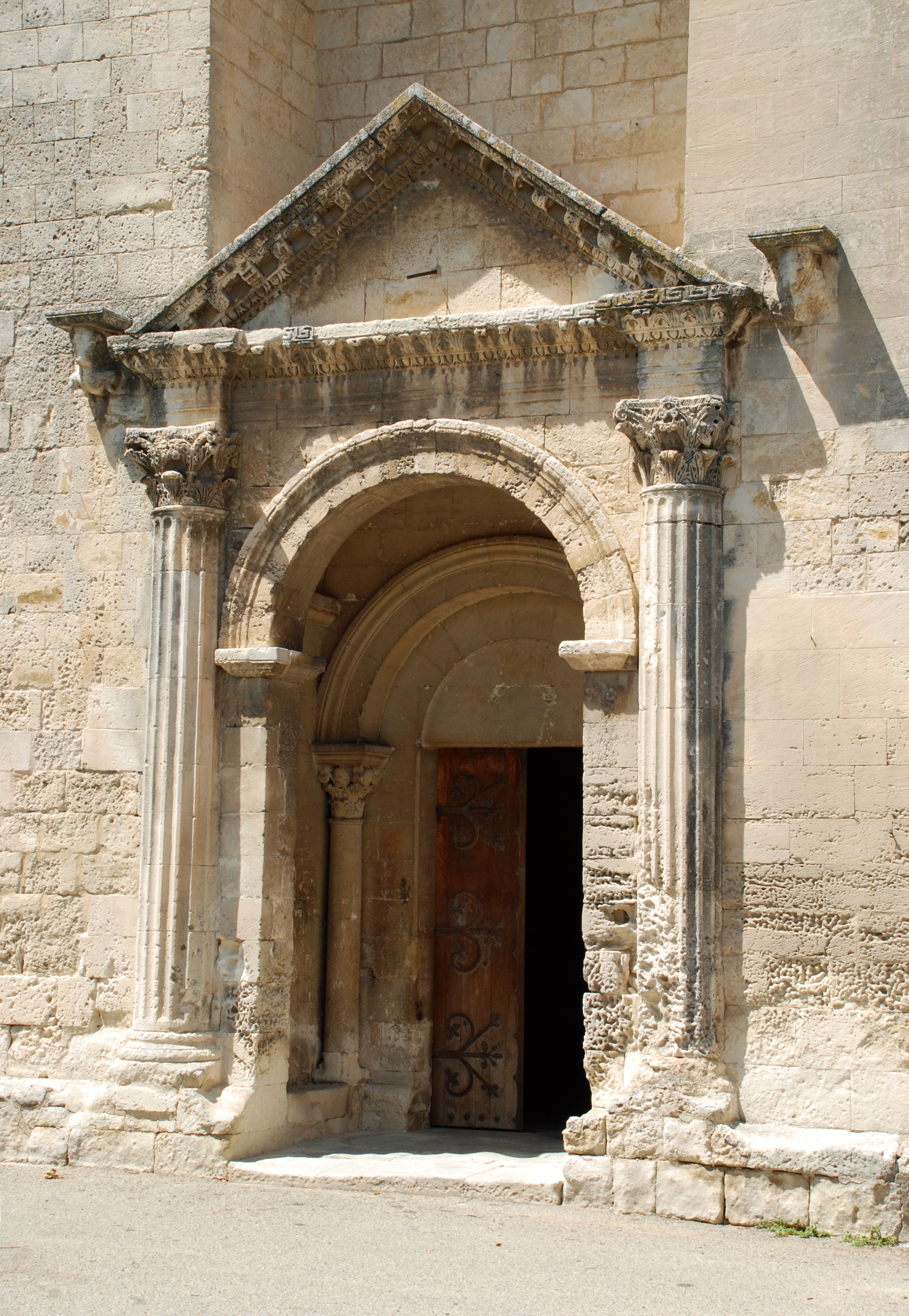
Chiesa di San Restituto: portico all'antica.

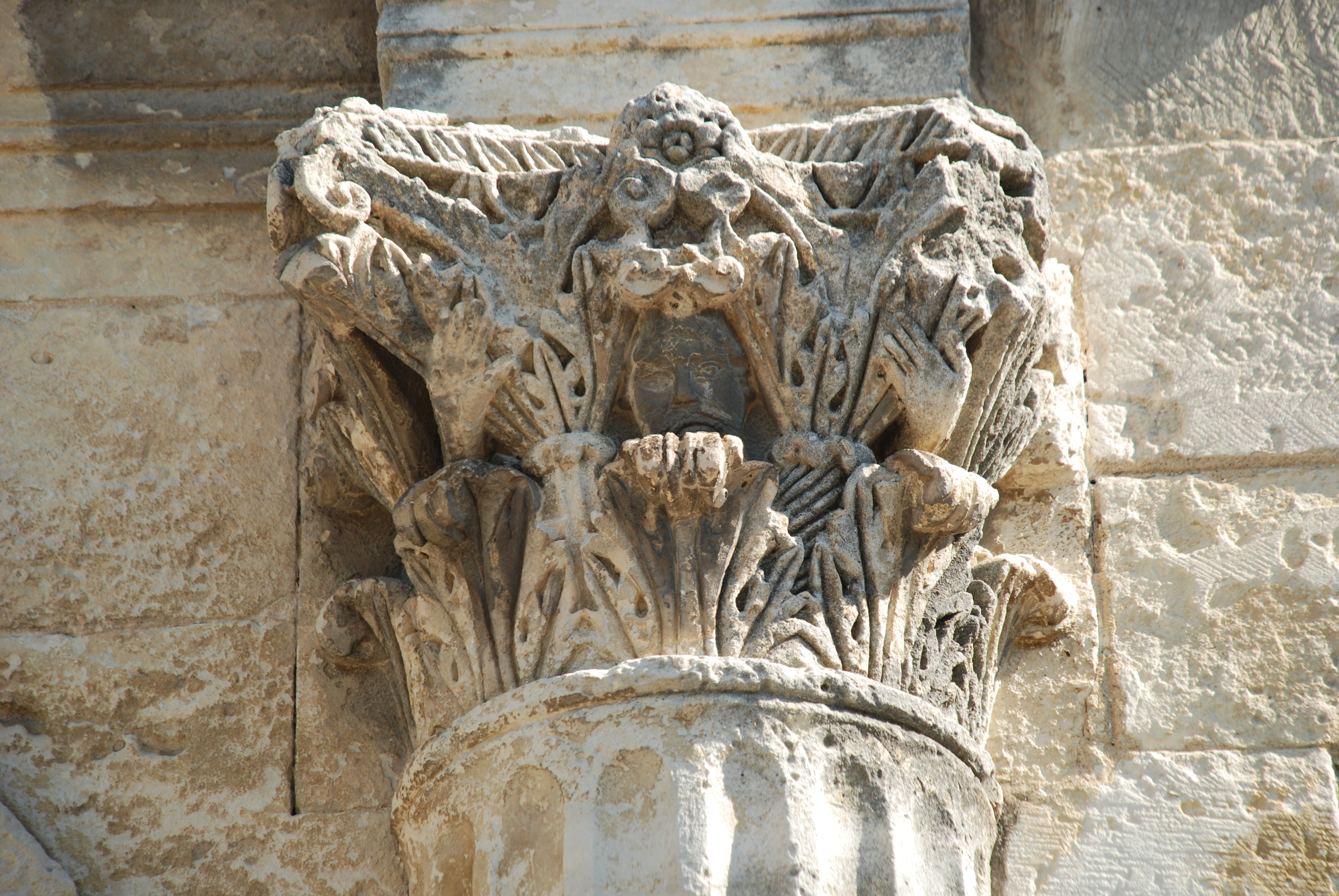
Chiesa di San Restituto : capitello ispirato all'antichita.

L'architettura romanica provenzale ha preso in prestito numerose caratteristiche stilistiche dall'architettura dell'antichità greco-romana:
- portici che ricordano un arco di trionfo
- frontoni triangolari
- trabeazioni all'antica, costituiti da un architrave, da un fregio e da una cornice
- colonne scanalate
- paraste scanalate
- capitelli a foglie di acanto
- diversi tipi di fregio:
  - fregi di foglie di acanto
  - fregi di racemi
  - fregi di palmette
  - fregi di greche (variante del fregio di meandri)
  - fregi d'uova
- bassorilievi ornati di racemi
- triglifi

### Drôme provenzale

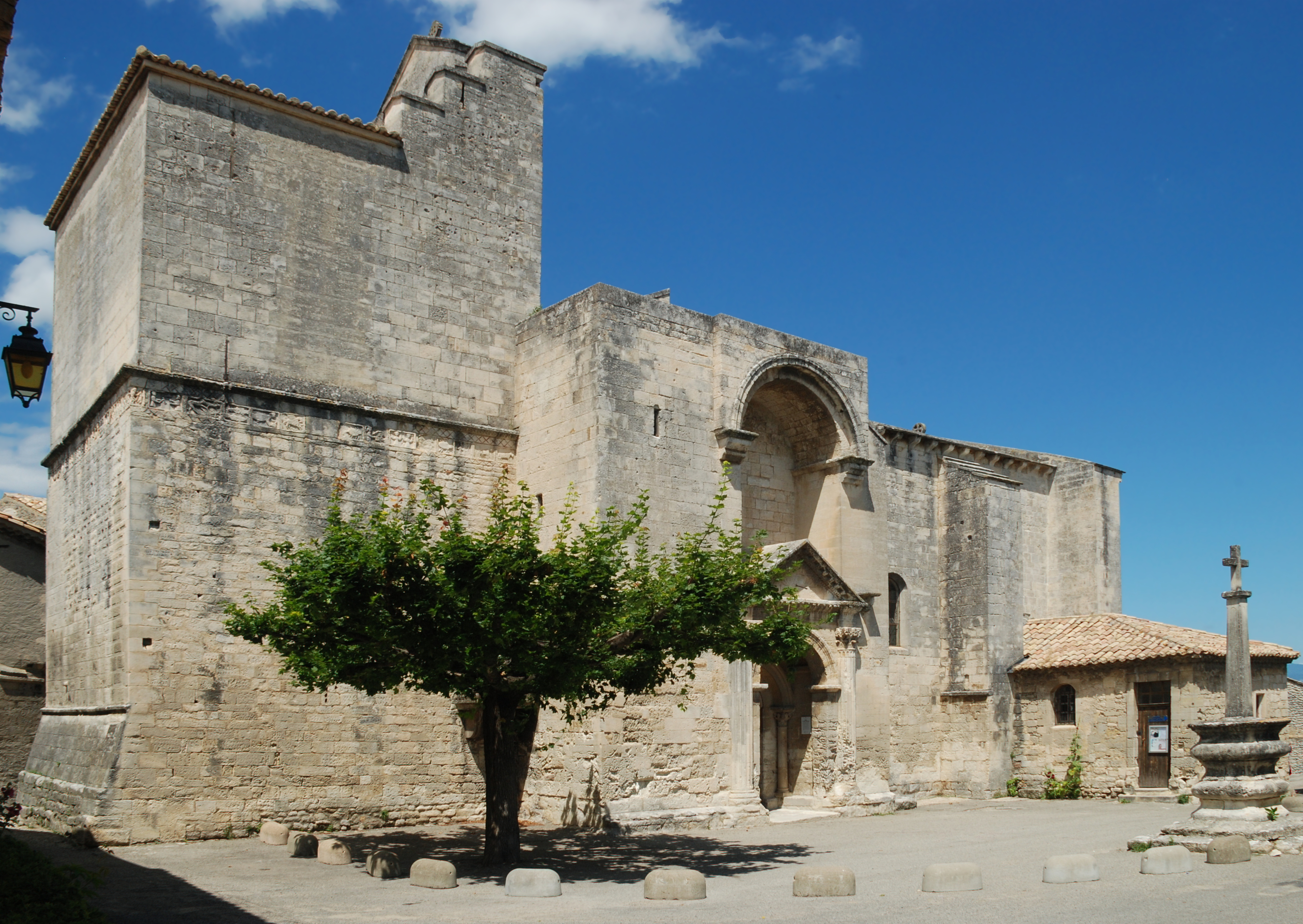
Chiesa di San Restituto.

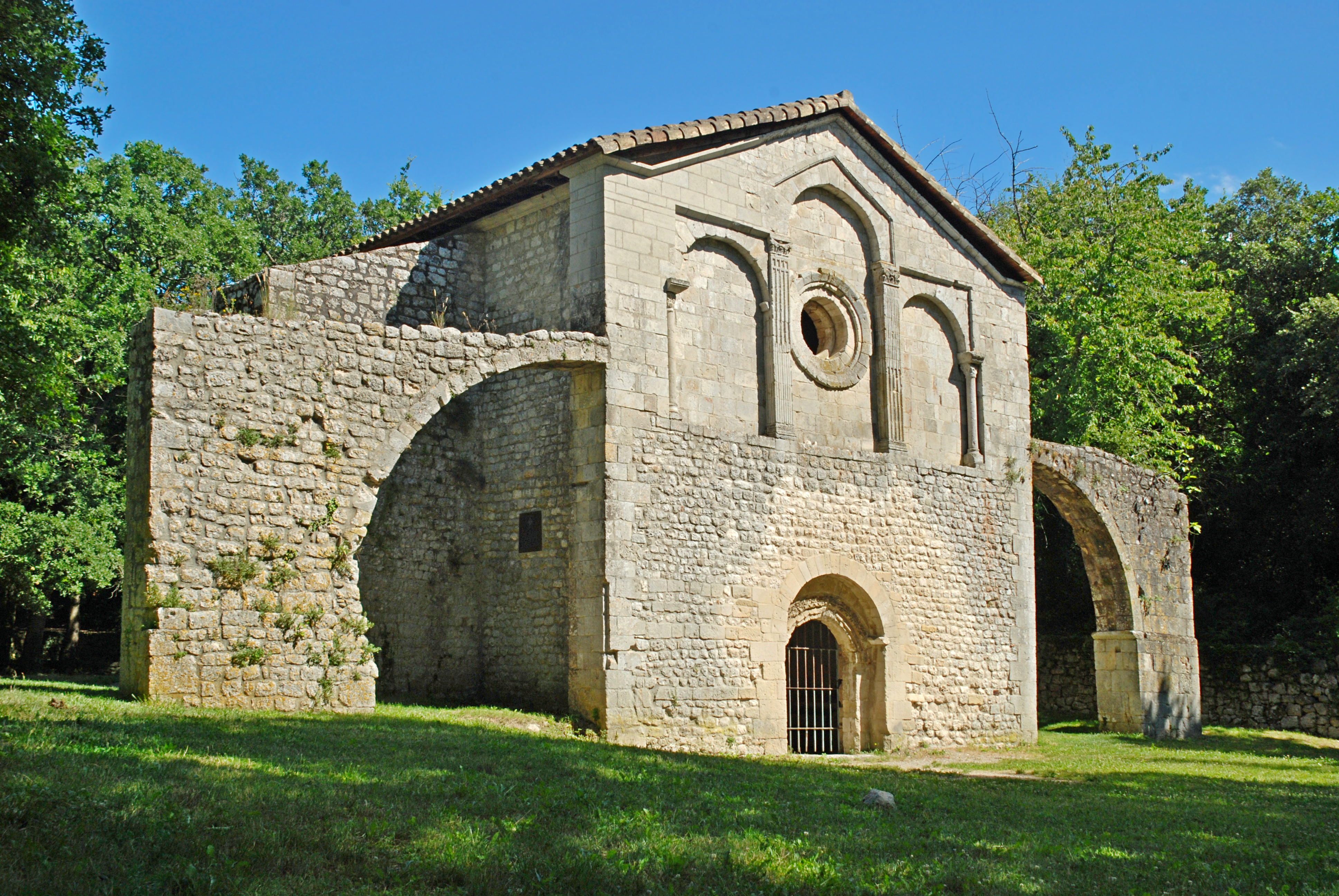
Priorato della Val des Nymphes

- Cattedrale di Notre-Dame de Saint-Paul-Trois-Châteaux
  - facciata occidentale: frontone triangolare ornato da un fregio di greche, paraste e pilastri scanalati, fregi di foglie d'acanto (o di palmette?) che ornano l'oculo
  - portale occidentale: fregi di foglie d'acanto (o di palmette?) che ornano numerose curve di volta dell'archivolto
  - facciata meridionale: fregio di greche, fregio di foglie d'acanto, pilastri scanalati che riquadrano una finestra alta, frontone triangolare all'altezza del transetto
  - interno del portico meridionale: colonne tortili, capitelli a foglie d'acanto, fregi di palmette
  - abside: capitelli quadri ornati di foglie di acanto, cornicione all'antica, fregio di palmette
  - coro: colonne scanalate, capitelli a foglie d'acanto
- Chiesa di San Restituto
  - abside: capitelli a foglie d'acanto, cornicione all'antica, fregio, beccatelli ornati da palmette, frontone spezzato
  - portale meridionale: paraste scanalate, capitelli a foglie d'acanto, cornicione all'antica con fregio di palmette e cornice ornata da un fregio di greche (molto sciupato), frontone
  - navata: fregio a foglie d'acanto
- La Garde-Adhémar: Priorato della Val des Nymphes
  - facciata: pilastri scanalati, capitelli a foglie d'acanto
- Chiesa di San Michele de La Garde-Adhémar
  - finestra della facciata occidentale: frontone su pilastri, pilastri sormontati da capitelli a foglie d'acanto
  - cornici della facciata e dell'abside occidentali: modiglioni ornati di foglie d'acanto
- Chiesa di Notre-Dame-de-Beauvert (Sainte-Jalle)
  - portale: fregi di foglie d'acanto che ornano le curve di volta, capitelli a foglie d'acanto

### Vaucluse

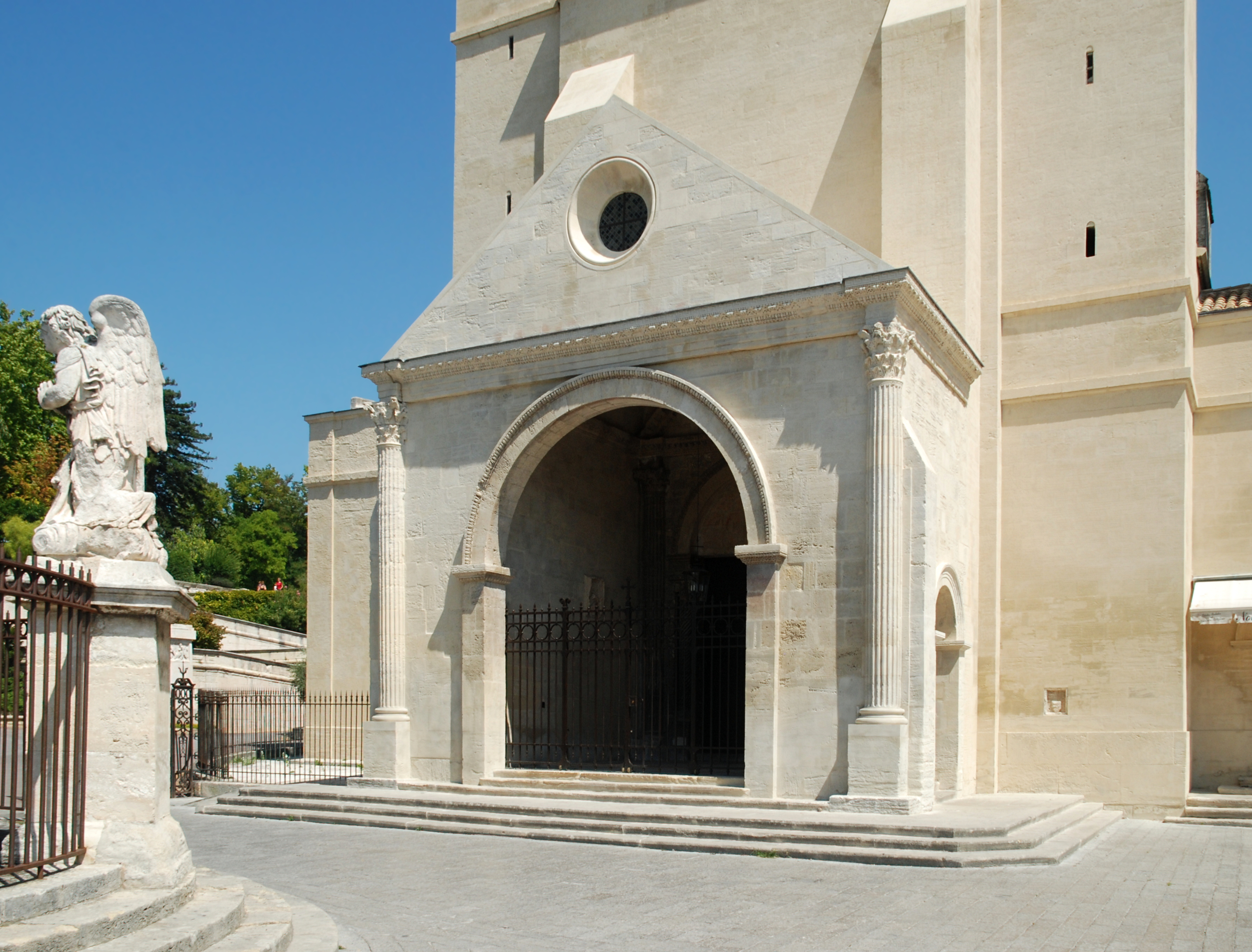
Notre-Dame des Doms: portico all'antica

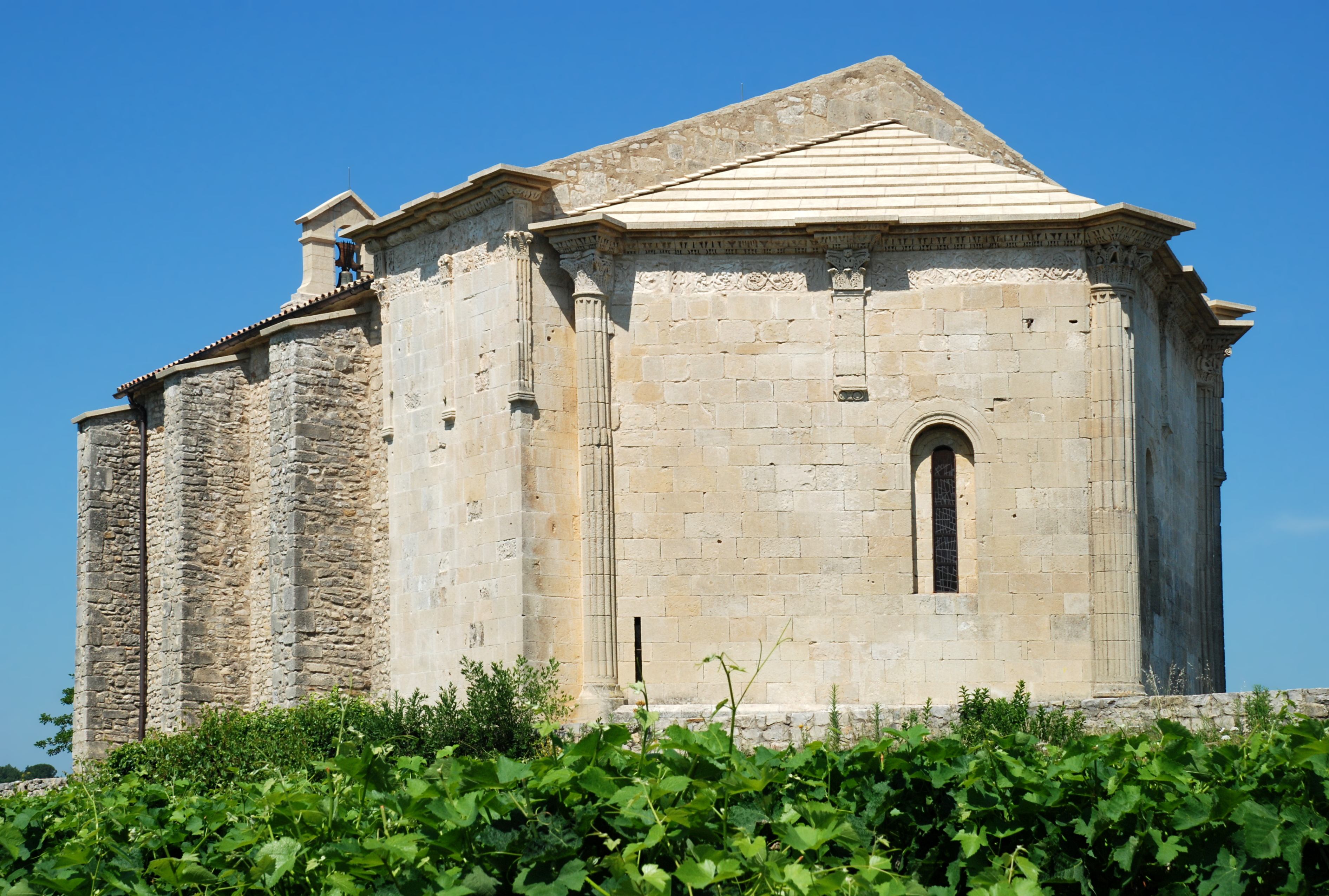
Cappella di Saint-Quenin de Vaison-la-Romaine

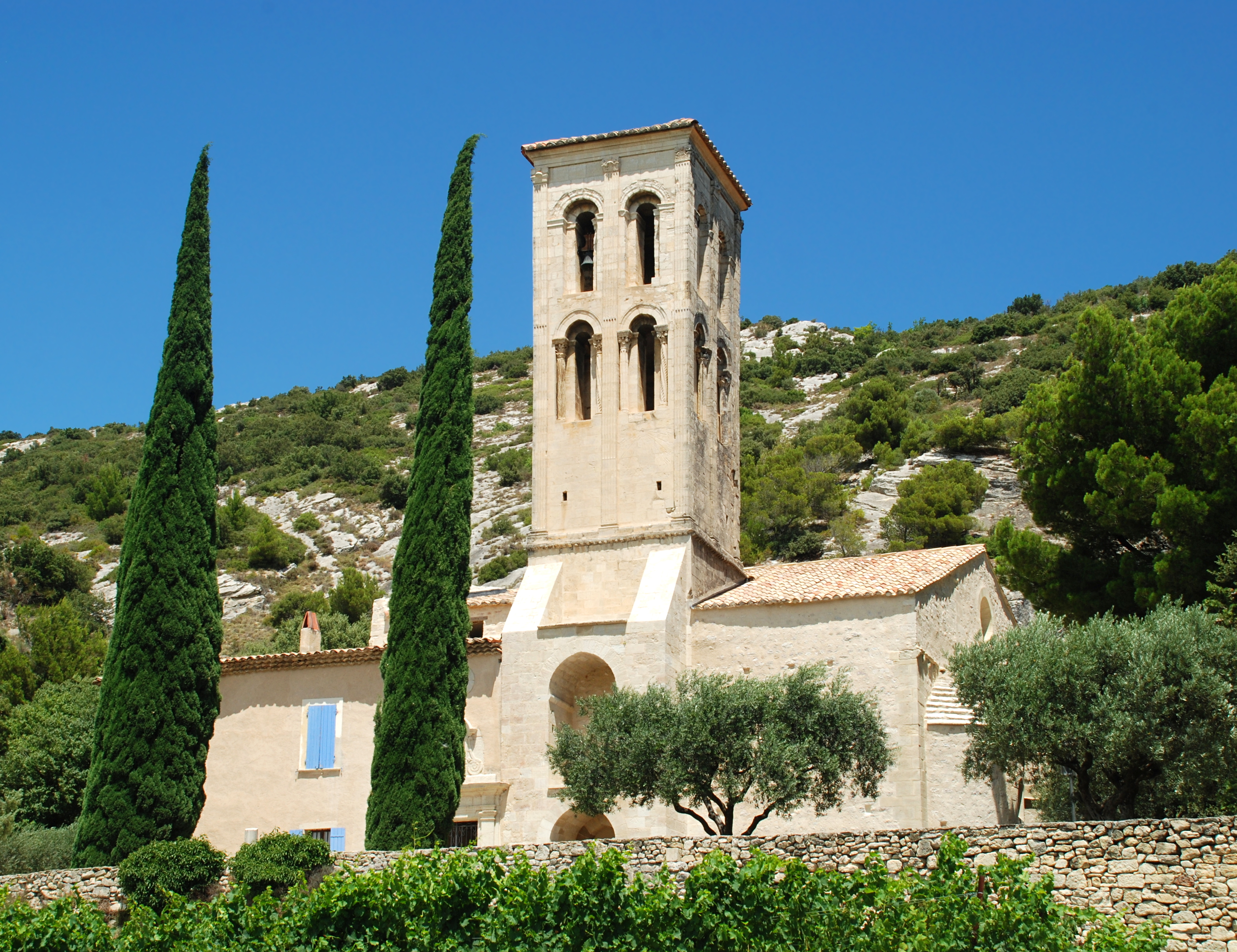
Cappella Notre-Dame d'Aubune

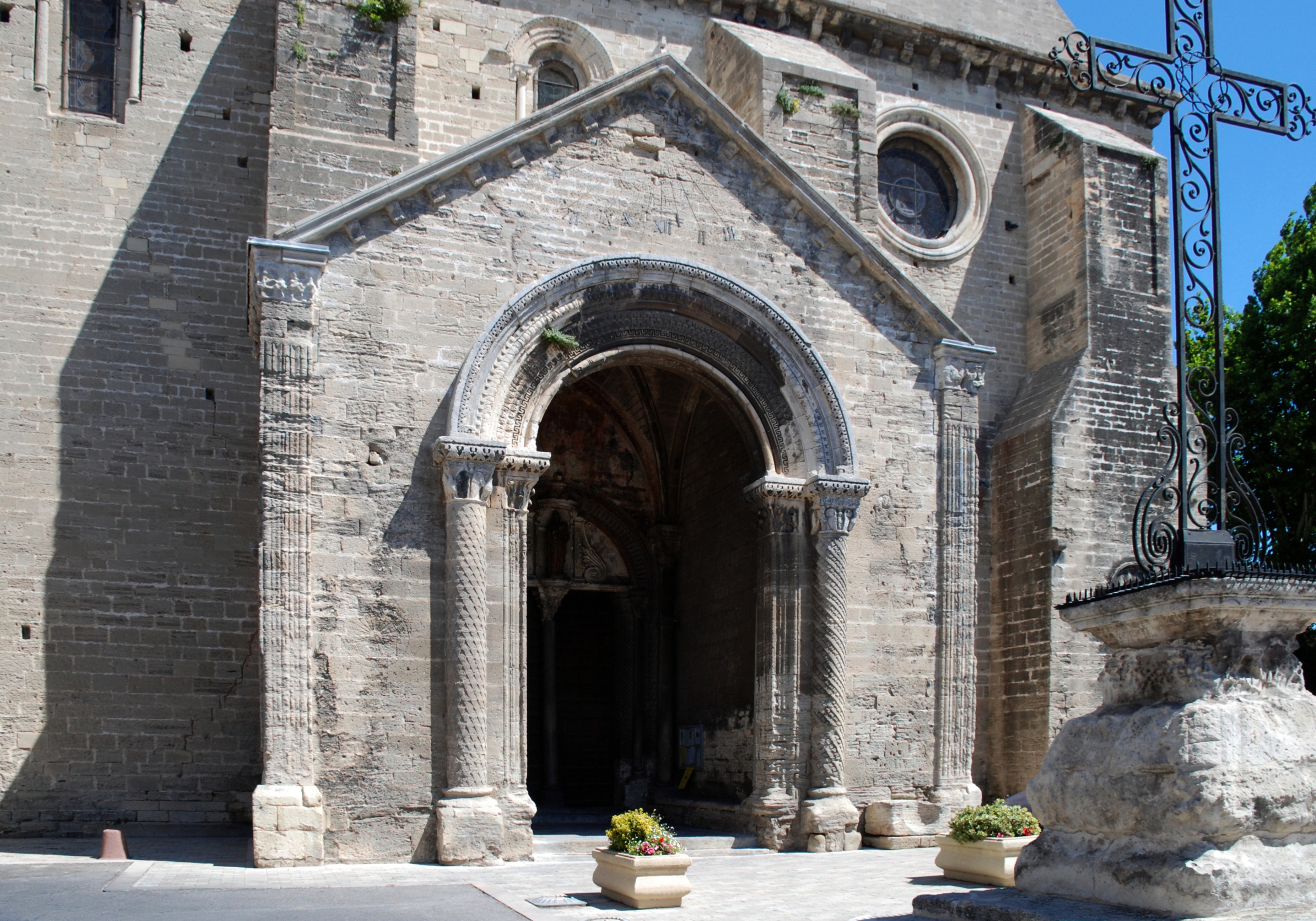
Notre-Dame-du-Lac du Thor: portico all'antica

- Cattedrale di Notre-Dame des Doms d'Avignon
  - portico: cornicione all'antica, fregio di greche, paraste scanalate, capitelli a foglie d'acanto
  - campanile quadro: pilastri scanalati per tutta l'altezza del campanile, paraste
- Cattedrale di Notre-Dame-et-Saint-Véran de Cavaillon
  - abside pentagonale: paraste scanalate agli angoli dell'abside, fregio di palmette incornicianti la finestra assiale
  - facciata meridionale: fregio di fogliame
- Cattedrale di Notre-Dame-de-Nazareth d'Orange
  - portale meridionale: frontone su trabeazione all'antica, paraste scanalate, capitelli a foglie d'acanto
- Cappella di Saint-Quenin de Vaison-la-Romaine
  - abside triangolare: colonne scanalate, pilastri scanalati, capitelli a foglie d'acanto, impressionane trabeazione all'antica, fregio di fogliame sotto la cornice
  - campata del coro: pilastri scanalati, capitelli a foglie d'acanto, trabeazione all'antica
- Cappella di Notre-Dame d'Aubune
  - campanile quadro: pilastri scanalati per tutta l'altezza del campanile, colonnette scanalate, capitelli a foglie d'acanto
- Chiesa di Notre-Dame-du-Lac du Thor
  - portico meridionale evocante un arco di trionfo : pilastri scanalati, paraste, capitelli a foglie d'acanto, fregi de palmette, fregi di greche, fregio d'ova
  - portale occidentale: pilastri scanalati, paraste, frontone triangolare
  - abside: pilastri scanalati, capitelli a foglie d'acanto arrotolate
- Chiesa Notre-Dame-de-Nazareth de Pernes-les-Fontaines
  - portale méridionale : paraste scanalate, capitelli a foglie d'acanto, vestigia d'un frontone su trabeazione all'antica con fregio
- Abbazia de Saint-Ruf d'Avignon
  - arco trionfale: pilastri scanalati
  - navata (in rovina) : colonne scanalate, pilastri scanalati, capitelli a foglie d'acanto
- Cappella Notre-Dame-de-Nazareth d'Entrechaux
  - facciata: pilastri scanalati che inquadrano la finestra alta (parzialmente mascherata dal portico moderno)
  - porta d'ingresso: pilastri scanalati, capitelli ornati di palmette
- Fontaine-de-Vaucluse: chiesa di Saint-Véran
  - navata: paraste scanalate, capitelli a foglie d'acanto

### Bouches-du-Rhône
- Arles: Basilica di Saint-Trophime

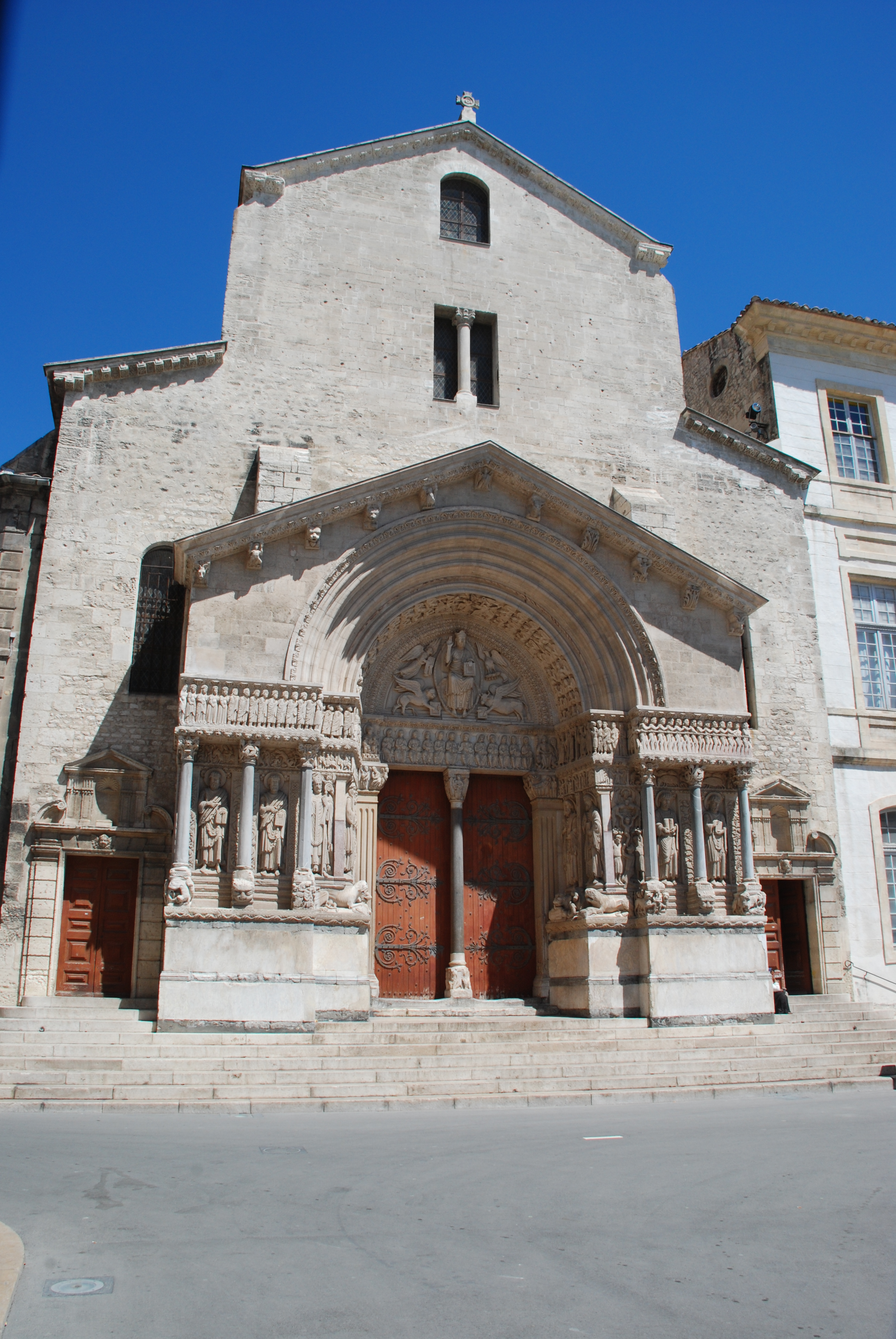
Cattedrale di Arles: portico all'antica

  - portico evocante un arco di trionfo, con pilastri scanalati, capitelli a foglie d'acanto, fregi di greche, fregi di foglie d'acanto, fregi di palmette, fregi de viticcio, bassorilievi ornati di viticcio
  - chiostro: colonne quadre scanalate sormontate da un capitello a foglie d'acanto e da una trabeazione all'antica, fregi di vitigno o di foglie d'acanto e pilastri scanalati sormontanti le sculture situate agli angoli del chiostro
- Cappella di Sainte-Croix de Montmajour
  - frontoni triangolari
  - cornici di foglie d'acanto che ornano le absidi
- Cappella Saint-Gabriel de Tarascon
  - portale: paraste scanalate, capitelli a foglie d'acanto, frontone su trabeazione all'antica, fregi d'ova, fregi di foglie d'acanto, fregio di meandri
  - oculo: fregi di foglie d'acanto
- Chiesa Sainte-Marthe de Tarascon
  - portale: fregi d'ova sull'archivolto, trabeazione all'antica sormontante i capitelli del portale, con fregi di foglie d'acanto
  - falsa galleria: pilastri scanalati, colonne dal fusto rotondo o poligonale, capitelli a foglie d'acanto, trabeazione all'antica con fregio di foglie d'acanto, rosoni sotto la galleria

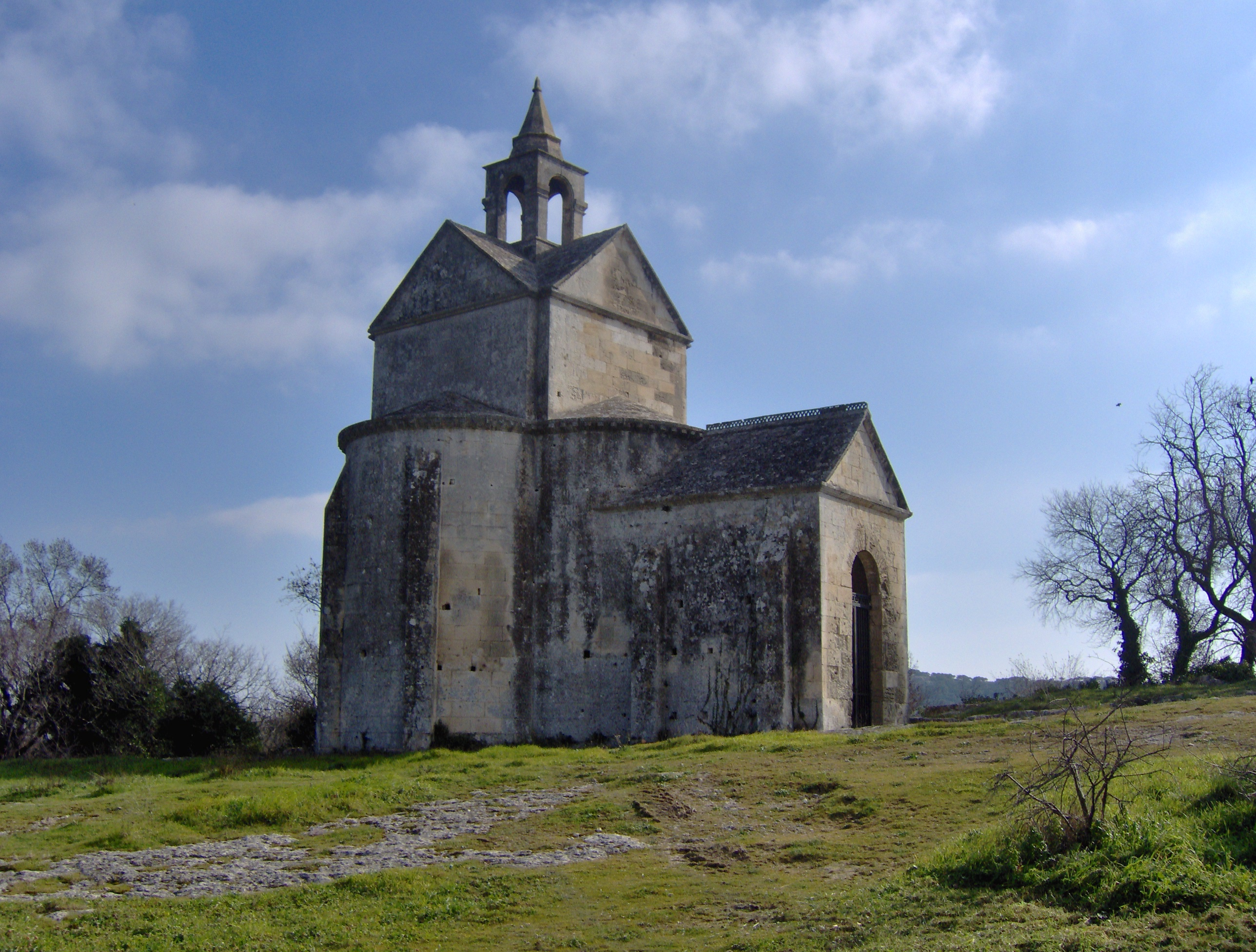
Abbazia di Montmajour - La cappella Sainte-Croix

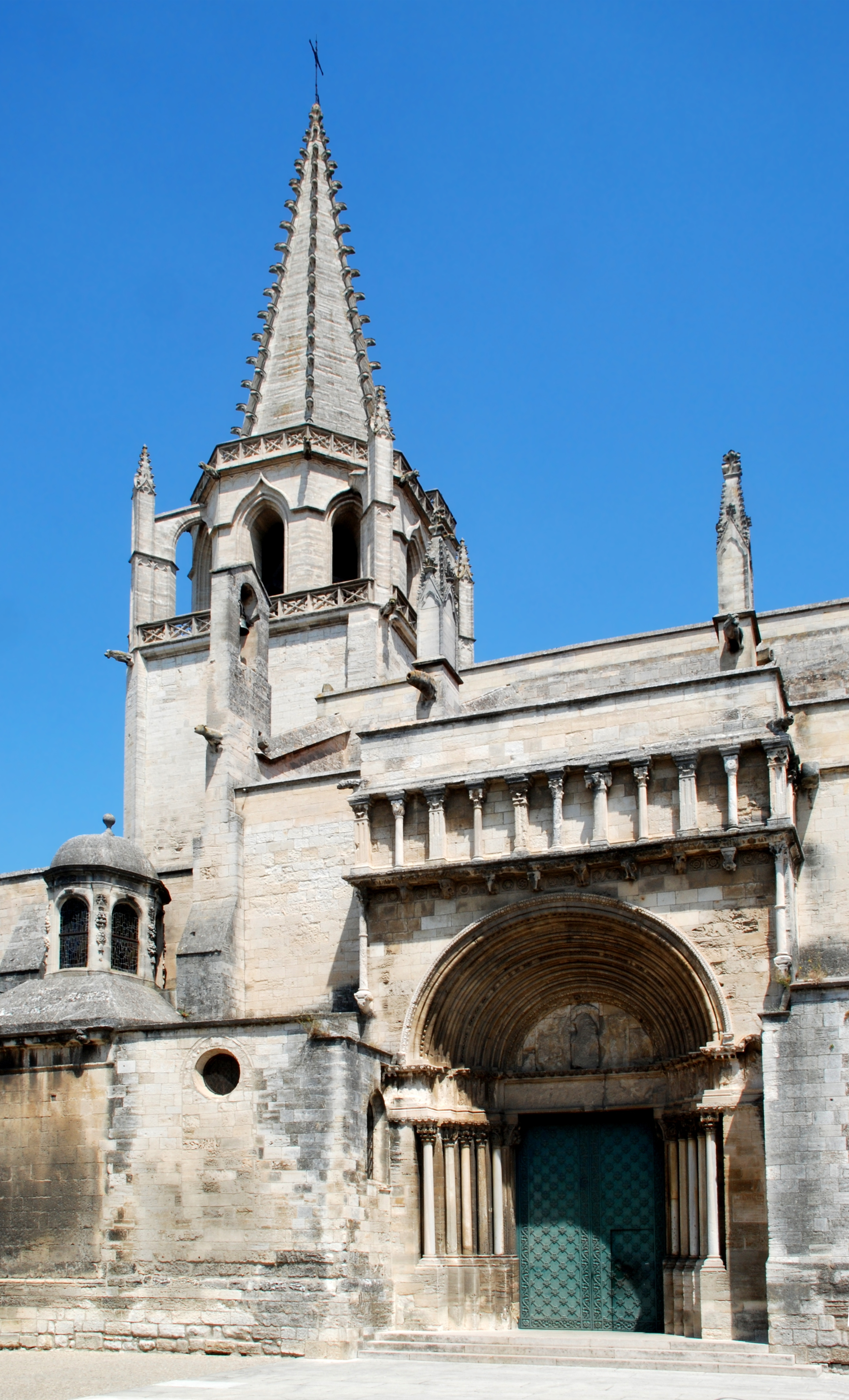
Chiesa di Santa Marta di Tarascona.

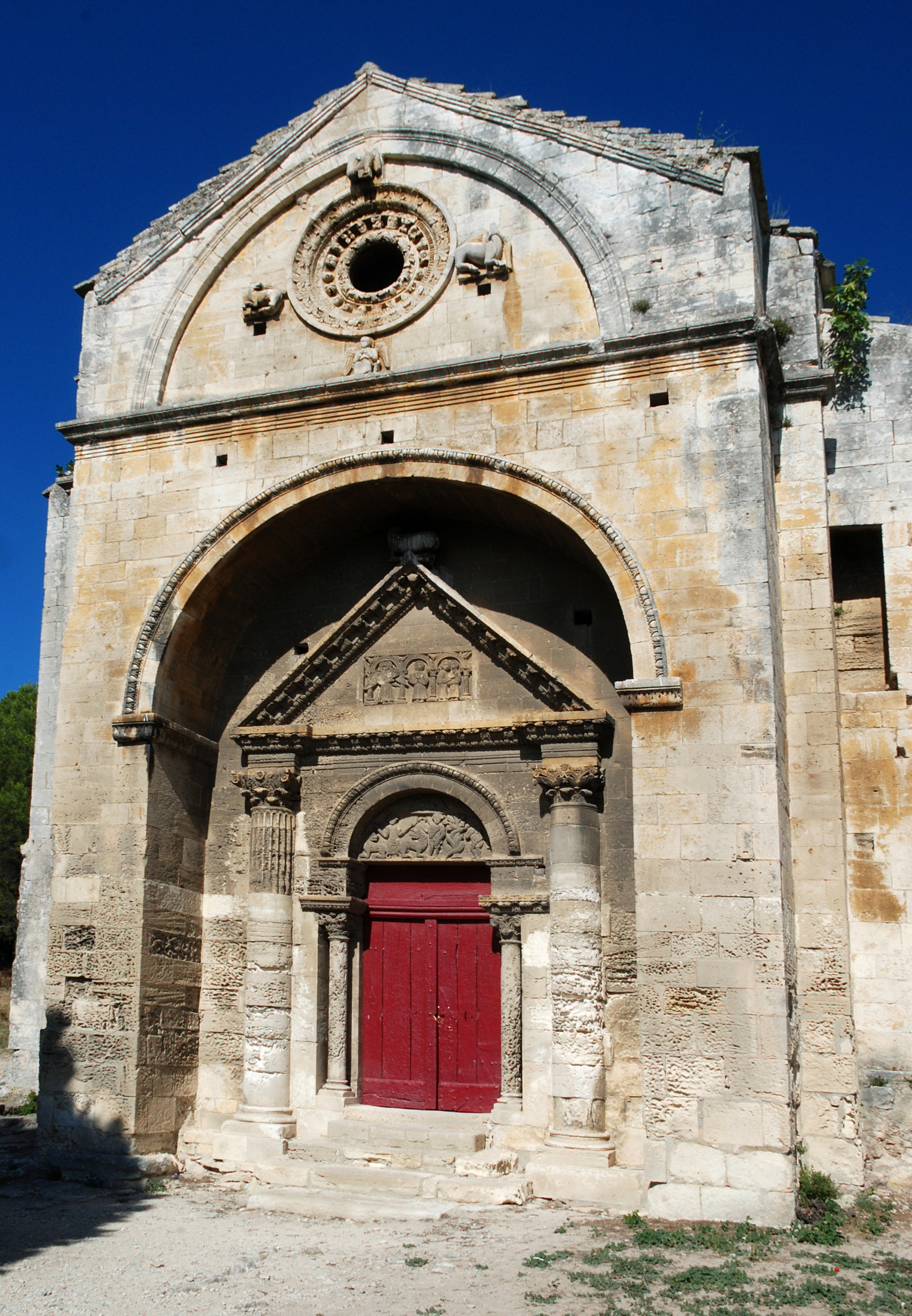
Cappella di San Gabriele di Tarascona.

### Alpes-de-Haute-Provence
- Priorato di Notre-Dame de Salagon a Mane
  - portale: capitelli a foglia d'acanto
  - coro e navata: capitelli a foglia d'acanto e a palmette

### Hautes-Alpes
- Priorato deiSaint-André-de-Rosans
  - mosaici

## Arte romanica provenzale influenzata dall'arte ispano-moresca

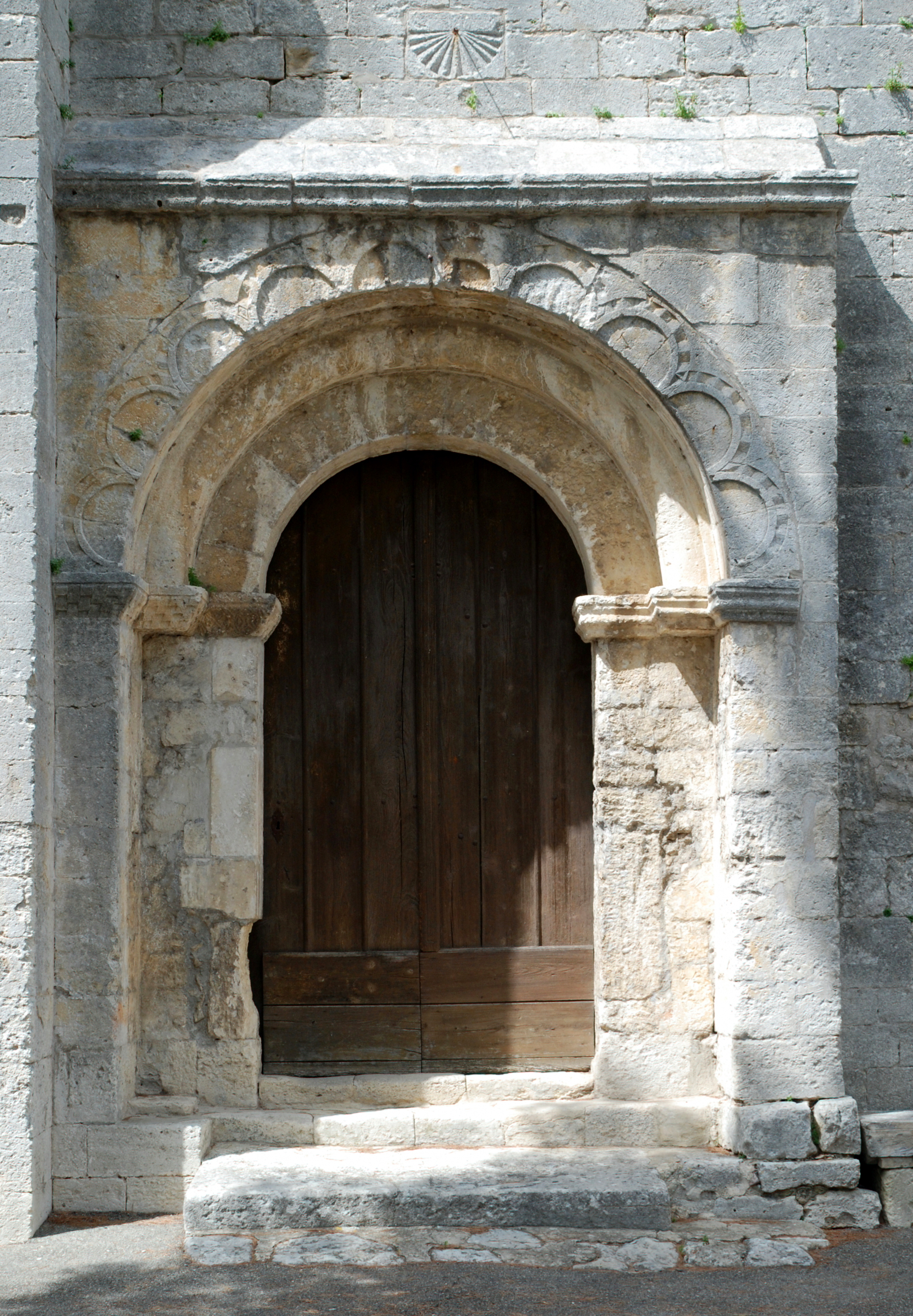
Cappella Saint-Marcellin de Boulbon

Certe chiese romaniche di Provenza mostrano un'influenza ispano-moresca veicolata dai pellegrini lungo le grandi vie del Cammino di Santiago di Compostela, in particolare la Via Tolosana e la Via Francigena.
Questa influenza è rappresentata dall'arco polilobato e dalle sue varianti, l'arco ad archivolto polilobato e l'arco festonato:
- Saignon: chiesa di Notre-Dame de Pitié
  - facciata ornata da un'arcatura di archi polilobati (trilobati)
- Cappella Saint-Marcellin de Boulbon
  - portale ornato di un arco ad archivolto polilobato
- Monastero di Ganagobie : 
  - portale ornato di un arco festonato interrotto

## Arte romanica provenzale di stile romanico lombardo

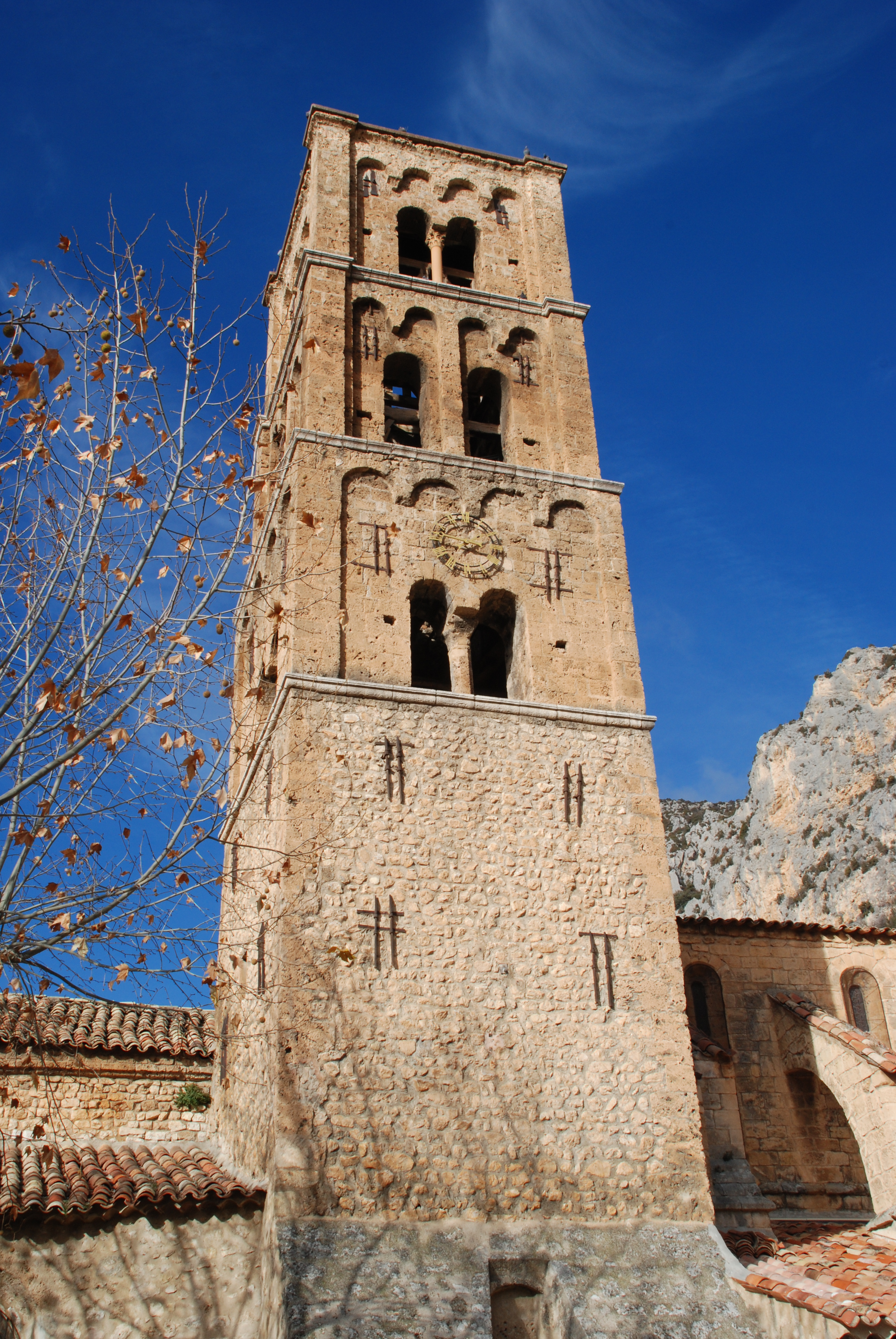
Moustiers-Sainte-Marie

L'influenza dello stile romanico lombardo è molto limitata in Provenza, al contrario dello stile romanico della vicina Linguadoca. Non si trovano in Provenza che pochi edifici romanici ostentanti una decorazione di archetti pensili e di lesene:
- Abbazia di Sant Eusebio di Saignon
- Chiesa di Notre-Dame-de-l'Assomption di Moustiers-Sainte-Marie

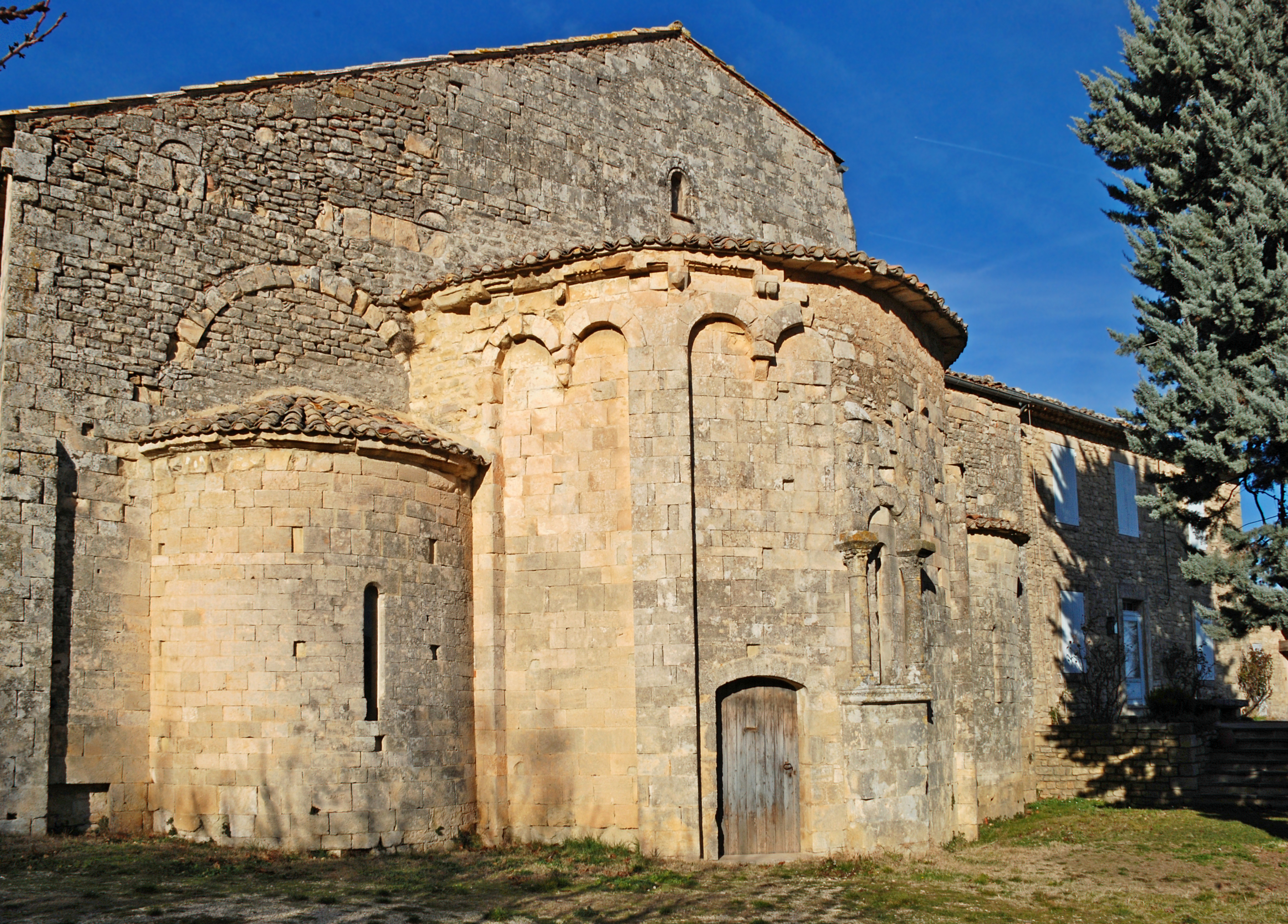
Abbazia di Sant'Eusebio di Saignon.

- Chiesa di Sant'Ilario di Viens

## Architettura romanica tradizionale
Al di fuori dell'architettura romanica ispirata all'antichità, dell'arte romanica influenzata dall'arte ispano-moresca e dello stile romanico lombardo, si trova beninteso anche in Provenza un gran numero di edifici romanici tradizionali.

### Drôme provenzale
- Notre-Dame-des-Aubagnans

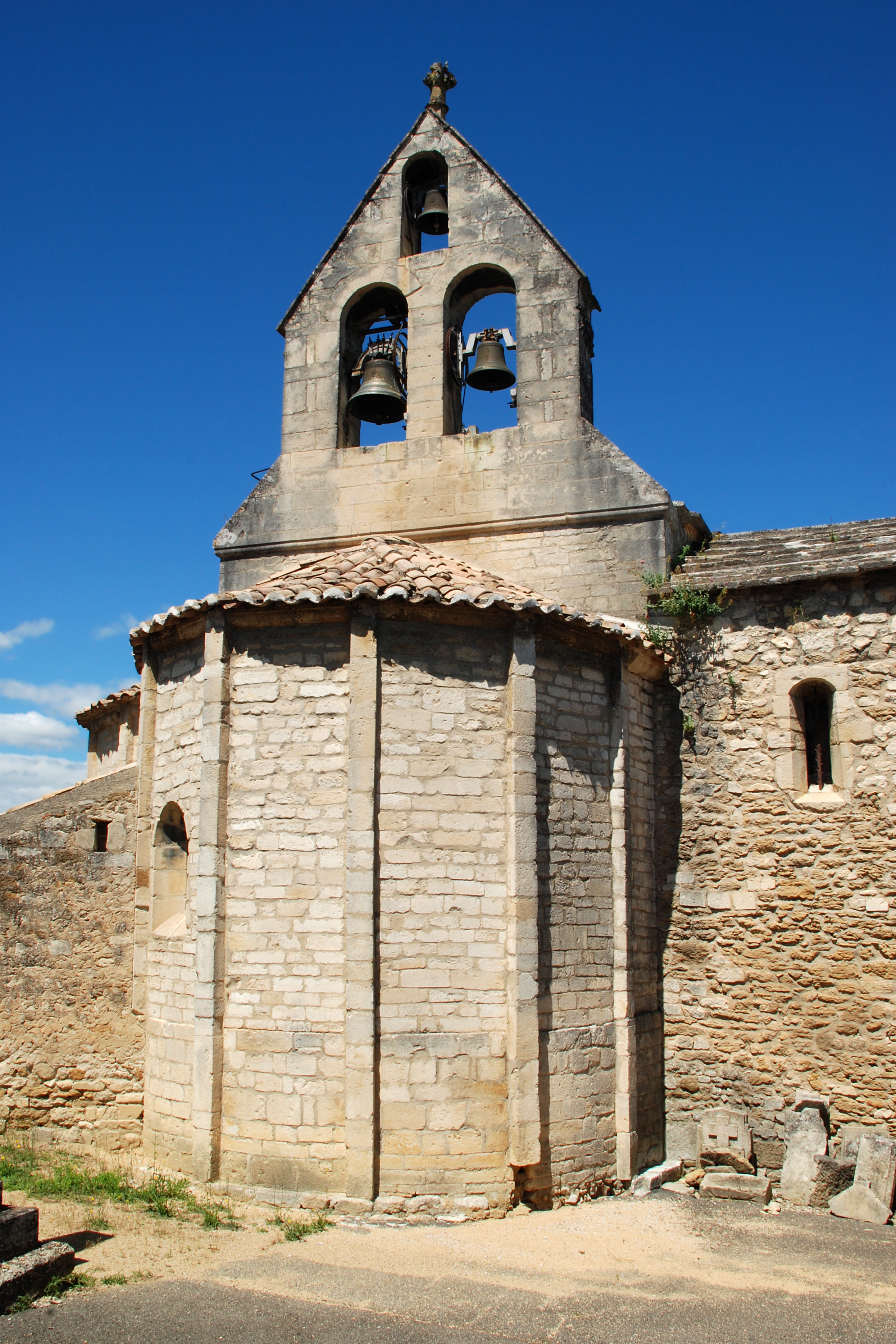
Chiesa di Sainte-Croix de La Baume-de-Transit.

- Chiesa di Saint-Pierre-ès-Liens de Colonzelle
- Chiesa di Sainte-Croix de La Baume-de-Transit
- Chiesa di Saint-Michel de Clansayes
- Cappella dei Barquets
- Cappella di Saint-Germain de Roussas
- Chiesa di Saint-Martin de Valaurie
- Chiesa di Saint-Philibert de Donzère
- Cappella Sainte-Anne du Pègue
- Priorato di Aleyrac
- Chiesa di Saint-Pierre-et-Saint-Paul de Comps
- Chiesa di Notre-Dame-de-Sénisse de Rochebaudin
- Chiesa di Notre-Dame-la-Brune de Pont-de-Barret
- Abbazia di Sainte-Anne de Bonlieu-sur-Roubion
- Priorato di Saint-Marcel-lès-Sauzet
- Chiesa di Notre-Dame-la-Blanche de Savasse
- Cappella di Saint-Didier des Tourettes
- Chiesa di Saint-Félix de Marsanne

### Vaucluse

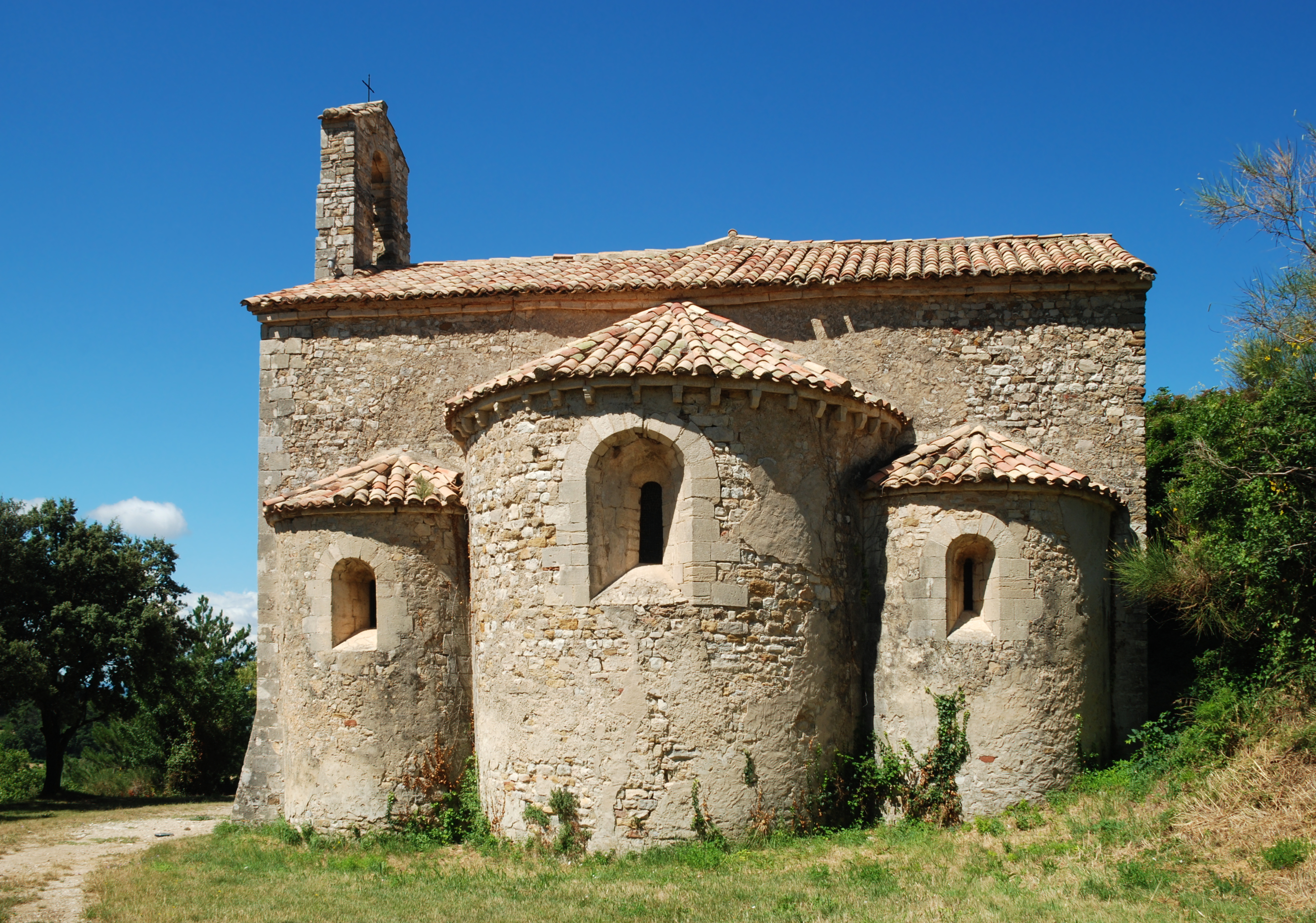
Cappella dei Santi Cosma e Damiano di Gigondas

- Cappella di Saint-Bénézet e cappella di Saint-Nicolas sul Ponte di Avignone ad Avignone
- Cappella del Santo Sepolcro di Beaumont-du-Ventoux
- Cappella di Sainte-Marguerite di Beaumont-du-Ventoux
- Cappella della Madeleine di Bédoin
- Cappella di Saint-Laurent di Entrechaux
- Cappella dei Santi Cosma e Damiano di Gigondas
- Cappella di Notre-Dame-du-Groseau (Malaucène)
- Chiesa di Sainte-Marie de Thouzon
- Cappella di Saint-Pierre de Thouzon
- Cattedrale di Notre-Dame-de-Nazareth di Vaison
- Chiesa di Notre-Dame-de-Nazareth di Valréas

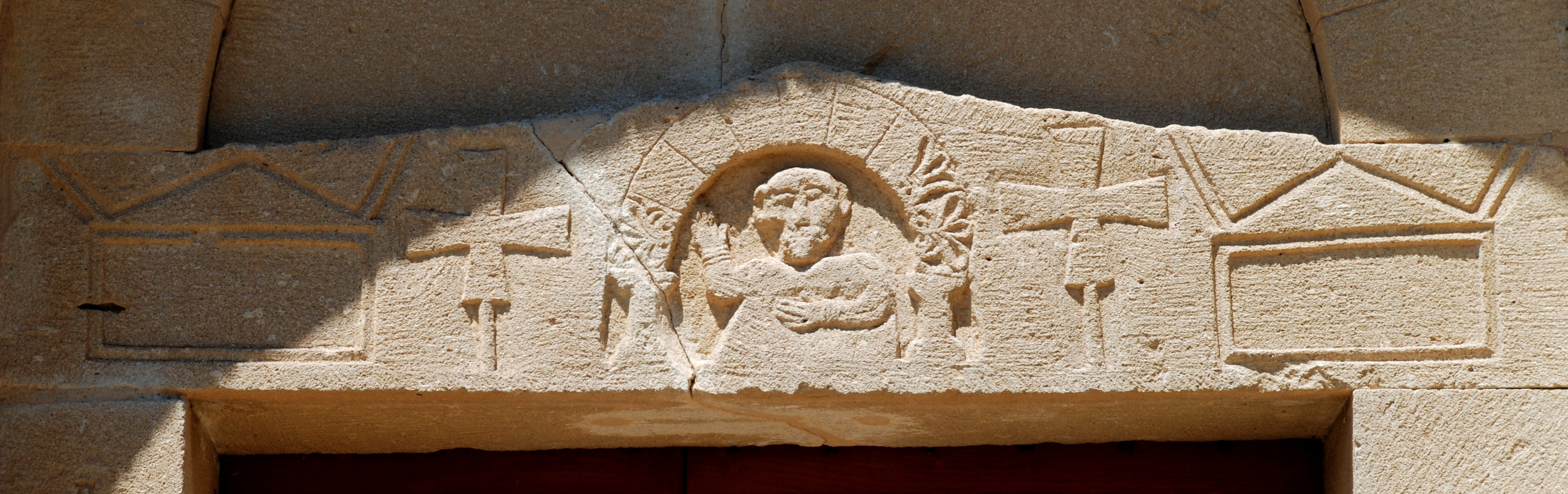
L'architrave romanico della cappella del Santo Sepolcro di Beaumont-du-Ventoux

### Plateau d'Albion
- Chiesa di Saint-Trinit

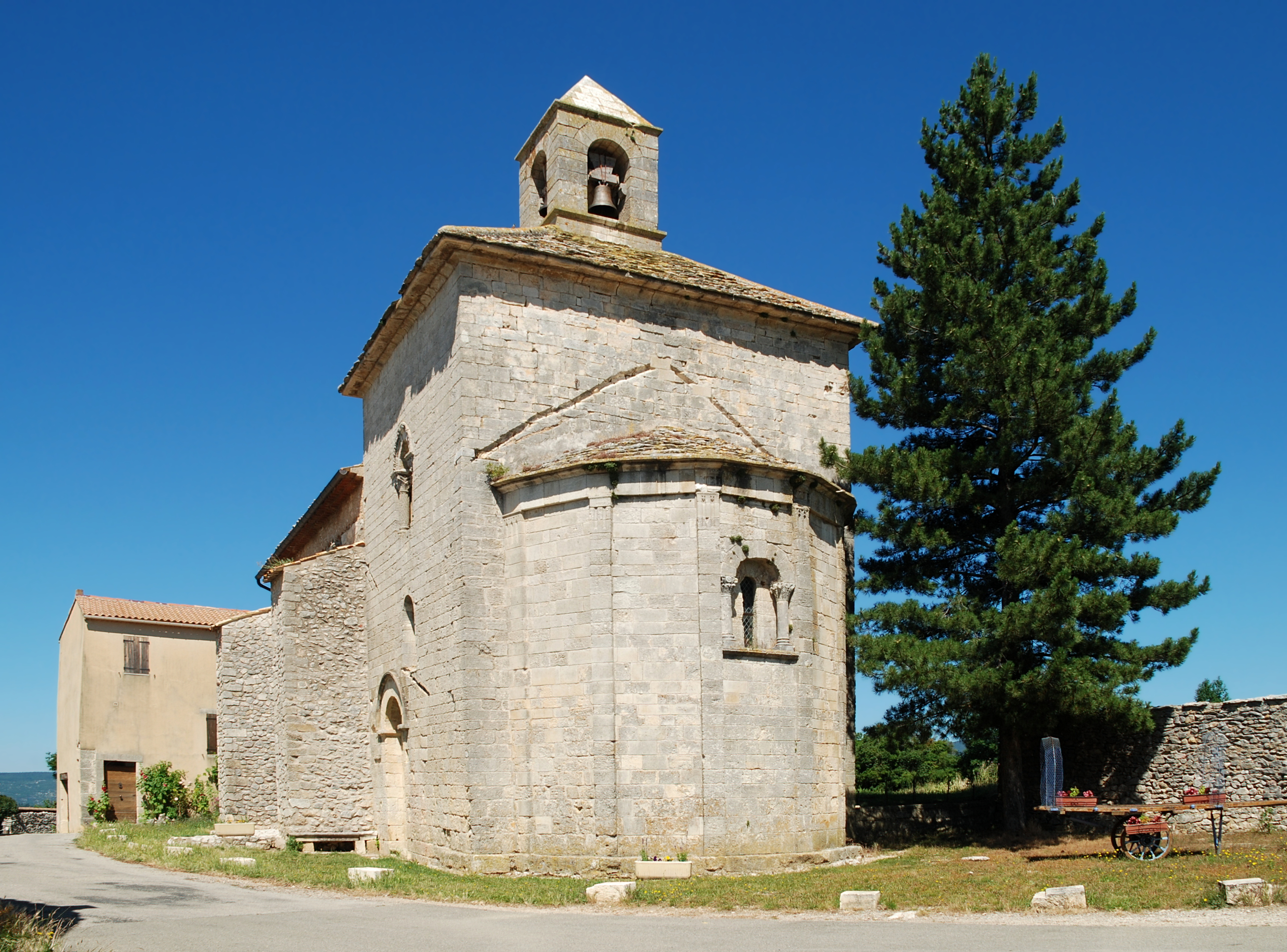
Chiesa di Saint-Trinit

- Chiesa di Notre Dame-et-Saint-Christophe di Saint-Christol
- Castello di Simiane-la-Rotonde (salone romanico)
- Cappella di Notre-Dame de Lamaron

### Luberon
- Cattedrale di Sainte-Anne d'Apt

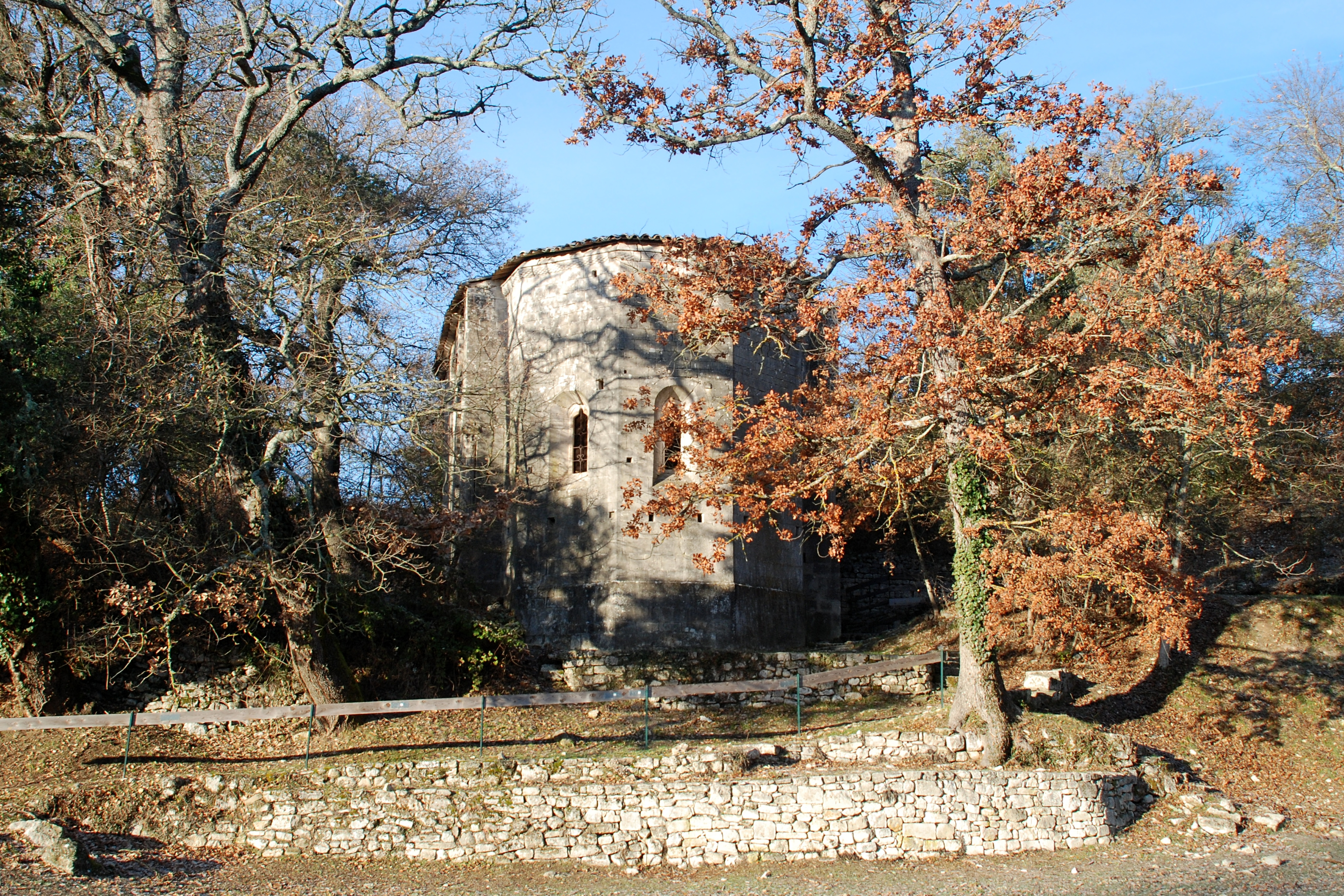
Priorato di Carluc.

- Priorato di Saint-Symphorien de Bonnieux
- Priorato di Carluc
- Chiesa di Saint-Pantaléon

### Bouches du Rhône
- Arles: Abbazia de Montmajour
- Cappella di Saint-Jean d'Alleins

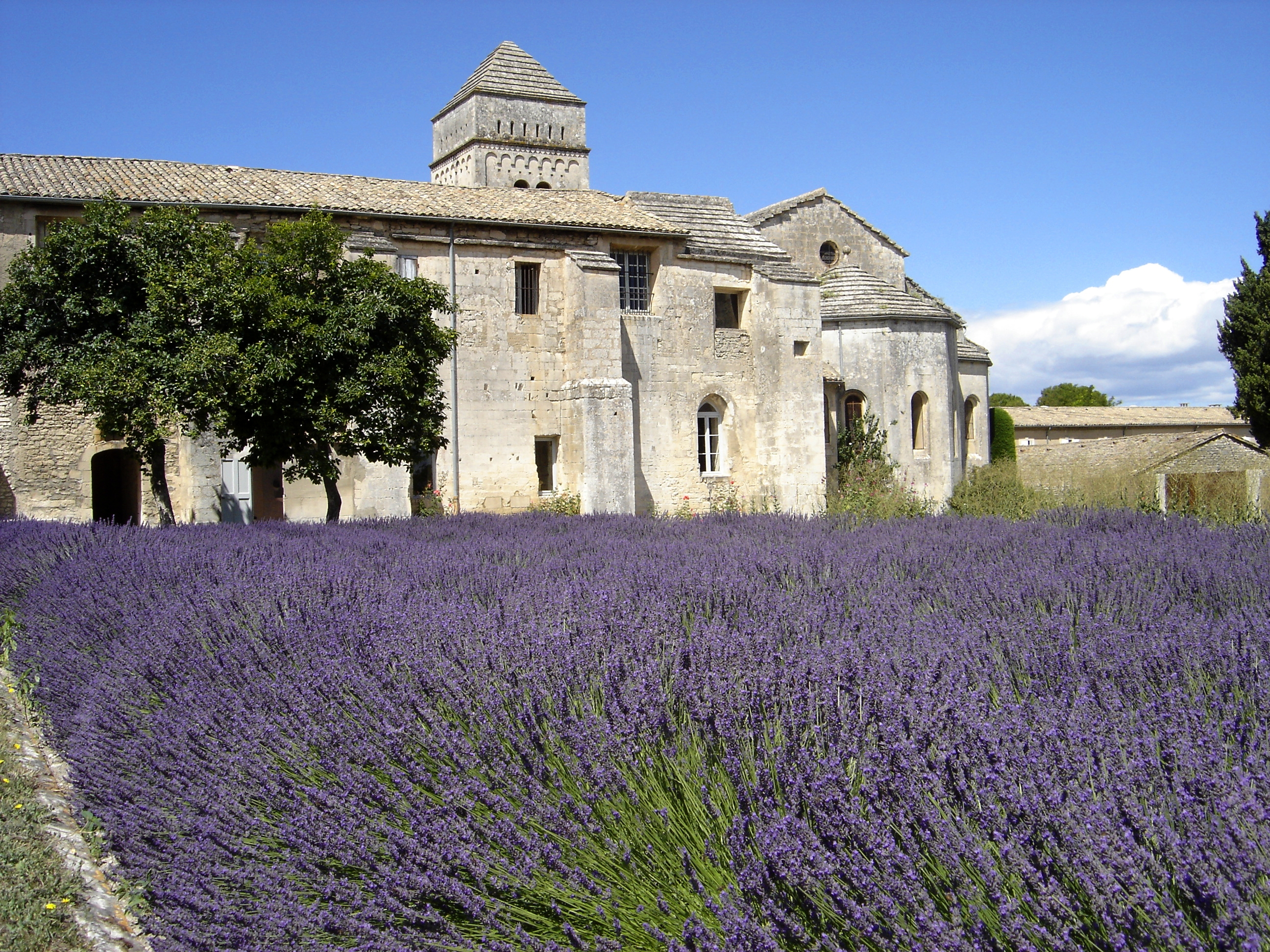
Monastero di Saint-Paul-de-Mausole

- Cappella di Saint-Martin-du-Sonnailler (Aurons)
- Cappella di Saint-Blaise des Baux-de-Provence
- Chiesa di Saint-Vincent des Baux
- Cappella di Saint-Julien de Boulbon
- Cappella di Saint-Cézaire de Château-Bas (Vernègues), addossata alle rovine del tempio romano di Château-Bas, della fine del I secolo a. C.
- Cappella di Saint-Sixte d'Eygalières
- Cappella di Saint-Véran d'Orgon
- Peynier: cappella di San Pietro: abside semi-circolare a volta in cul-de-four e navata a due campate coperte da volte lombarde prefiguranti l'arrivo dell'architettura gotica.
- Peynier: abside semi-circolare della chiesa parrocchiale di Saint-Julien con volte a cul-de-four e tracce di dipinti murali dei secoli XII e XIII.
- Peyrolles-en-Provence: cappella del Santo Sepolcro (pianta quadrilobata)
- Trets: chiesa parrocchiale Notre-Dame-de-Nazareth, abside poligonale a fregio lombardo munita di modiglioni scolpiti con figure antropomorfe o animali e d forme geometriche, navata in volta a botte a tre campate.
- Saint-Rémy-de-Provence: monastero di Saint-Paul-de-Mausole

### Alpi dell'Alta Provenza
- Cattedrale di Notre-Dame des Pommiers (antica Cattedrale di Sisteron)
- Cattedrale Notre-Dame-du-Bourg de Digne
- Cappella Saint-Pierre de Pierrerue
- Cappella Saint-Paul de Saint-Michel-l'Observatoire
- Chiesa di Notre-Dame-des-Ormeaux de Gréoux-les-Bains
- Chiesa di Saint-Jean-Baptiste de Mallefougasse
- Chiesa di Notre-Dame de Romigier de Manosque
- Chiesa di Saint-Donat de Montfort
- Chiesa di Saint-Pierre de Pierrevert
- Chiesa di Saint-Martin de Volonne
- Castellane: cappella Saint-Thyrse (vicino a Robion)
- Chiesa di Saint-Martin di Saint-Martin-les-Eaux
- Vergons: cappella di Notre-Dame-de-Valvert
- Vilhosc: cripte del priorato

### Alte Alpi
- Abbazia di Notre-Dame de Boscodon

### Var

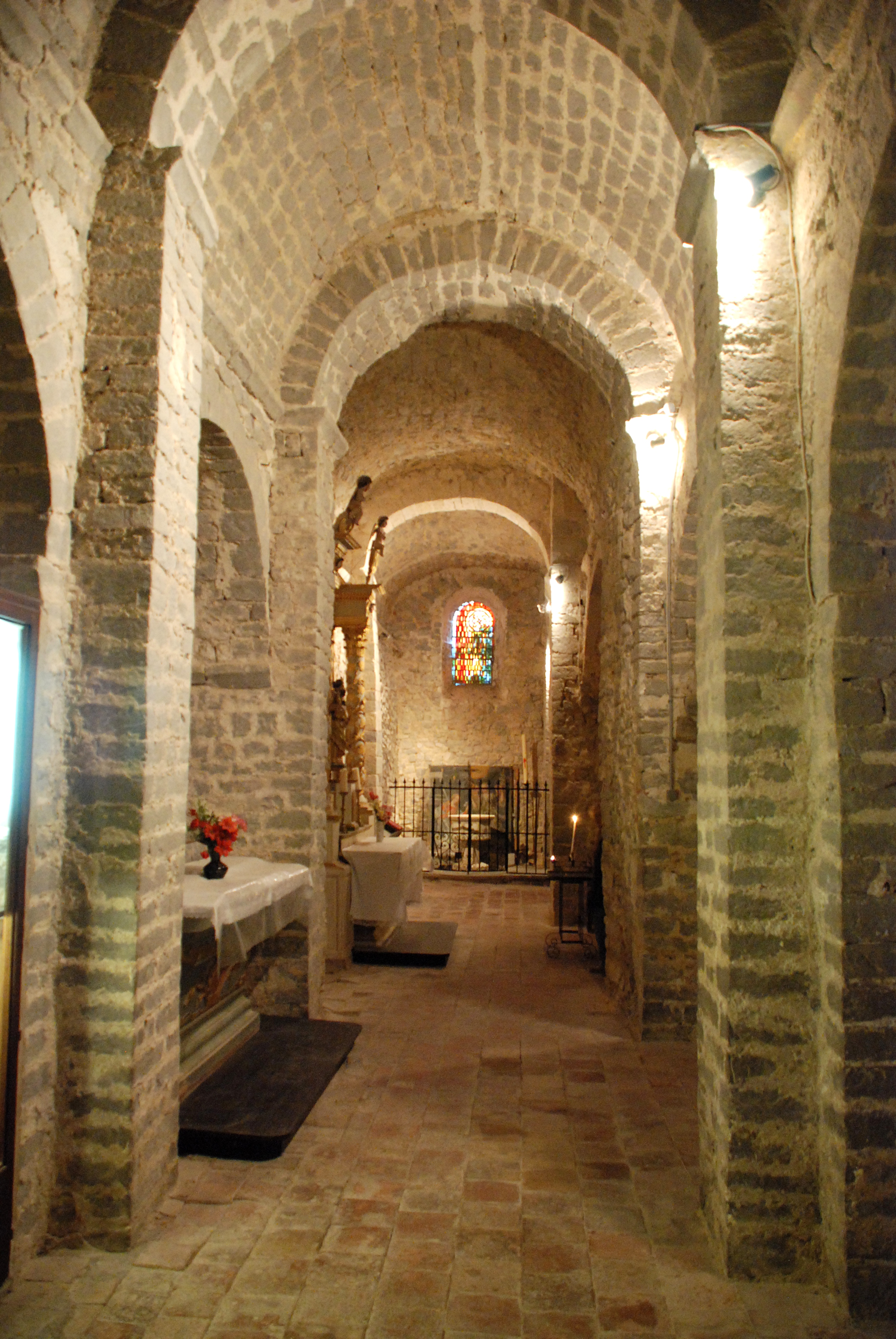
Saint-Julien-le-Montagnier

- Beausset-Vieux: Notre-Dame du Beausset-Vieux
- Bras: cappella di Notre-Dame-de-Bethléem
- Brue-Auriac: cappella di Notre-Dame-de-Brue
- Callas: cappella di Saint-Auxile
- Comps-sur-Artuby: cappelle di Saint-Didier e Saint-André
- Esparron: cappella di Notre-Dame-du-Revest
- Figanières: cappella di Notre-Dame-de-l'Olivier
- La Celle: chiesa di Sainte-Marie, chiesa del Monastero di Sainte-Perpétue consacrata nel 1056; Abbazia in corso di restauro
- Moissac-Bellevue: cappella di Notre-Dame-de-Laroque
- Ollières: chiesa di Sainte-Anne
- Ollioules: chiesa di Saint-Laurent
- Rians: cappella di Saint-Estève
- Roquebrune-sur-Argens: cappella di Saint-Pierre
- Saint-Julien-le-Montagnier: chiesa parrocchiale
- Salernes: chiesa di Saint-Pierre
- Seillans: cappella di Notre-Dame-de-l'Ormeau
- Six-Fours-les-Plages: cappella della Pépiole; collegiale di Saint-Pierre

## Arte cistercense (stile di transizione romano-gotico)

Abbazia di Sénanque.

La Provenza conta tre Abbazie cistercensi, chiamate le tre sorelle provenzali, che illustrano a meraviglia l'arte cistercense:
- Abbazia di Sénanque
- Abbazia di Silvacane
- Abbazia del Thoronet

Queste abbazie combinano una facciata e un chiostro puramente romanici con una chiesa abbaziale che presenta tutte le caratteristiche dello stile di transizione romano-gotico segnato dalla comparsa dell'arco tronco (arc brisé).